# Меджибожский, Мирон Яковлевич
Мирон Яковлевич Меджибожский (25 апреля 1912 — 1993) — советский учёный-металлург. Доктор технических наук.

## Биография
Мирон Меджибожский родился в 1912 году в местечке Мурованые Куриловцы Подольской губернии, в семье мещанина Новой Ушицы Янкеля Пинкасовича Меджибожского. Окончил Енакиевский металлургический техникум.
С 1932 по 1937 год учился в Донецком технологическом институте. C 1937 по 1941 год преподавал в Мариупольском металлургическом институте. В годы Великой Отечественной войны работал в эвакуации мастером и начальником смены в мартеновском цеху в Златоусте.
В 1946—1948 годах учился в аспирантуре Днепропетровского металлургического института. С 1948 по 1963 год преподавал в Сибирском металлургическом институте на кафедре металлургии стали, а затем на кафедре металлургической теплотехники. Занимался непрерывными сталеплавильными процессами. В 1960 защитил докторскую диссертацию «Интенсификация мартеновского процесса вдуванием компрессорного воздуха в ванну». Участвовал в создании кафедры металлов и организации производства. В 1963—1966 годах работал в Донецком НИИ чёрной металлургии.
С 1966 года Меджибожский на работал кафедре металлургии стали Ждановского металлургического института, до 1976 года был заведующим кафедрой. Занимался разработкой конвертерных процессов на чистом кислородном дутье, проблемой продувки домны чистым кислородом. Под его руководством кафедра укрепляла научные связи с институтами Урала и Сибири, Казахстана и Венгрии. Образ М. Я. Меджибожского в виде персонажа Межовского был выведен в романах Владимира Попова «Обретёшь в бою», по которому в 1975 году вышел одноимённый фильм, и в его продолжении «И это называется будни».
Умер в 1993 году.

## Краткая библиография
- М. Я. Меджибожский. Ускоренный метод расчёта мартеновской шихты. — М. : Государственное научно-техническое издательство литературы по черной и цветной металлургии, 1955. — 62 с.
- М. Я. Меджибожский. Интенсификация мартеновской плавки вдуванием воздуха в ванну. — М. : Государственное научно-техническое издательство литературы по черной и цветной металлургии, 1959. — 174 с.
- М. Я. Меджибожский. Интенсификация мартеновского процесса вдуванием компрессорного воздуха в ванну [Текст] : Автореферат дис., представленной на соискание ученой степени доктора технических наук / М-во высш. и сред. спец. образования РСФСР. Уральский политехн. ин-т им. С. М. Кирова. — Свердловск, 1960. — 26 с.
- М. Я. Меджибожский. Применение сжатого воздуха в мартеновском производстве. — 2-е изд., перераб. и доп. — М. : Металлургия, 1965. — 191 с.
- М. Я. Меджибожский. Основы термодинамики и кинетики сталеплавильных процессов : учебник для вузов. — Киев; Донецк : Вища школа, 1986. — 279 с.
- М. Я. Меджибожский, П. С. Харлашин. Теоретические основы сталеплавильных процессов : учебное пособие для студентов вузов и колледжей по специальности «Металлургия черных металлов». — Киев : УМК ВО, 1992. — 251 с. — ISBN 5-7763-1019-9.

Всего за время своей деятельности М. Я. Меджибожский опубликовал более 400 работ, включая 7 монографий и 3 учебника по металлургии стали для студентов высшей школы.

## Награды
- Орден Трудового Красного Знамени
- Знак Почета
- Почетный профессор Приазовского Государственного Технического Университета.
- Лауреат Государственной премии Украины (1978) за учебник «Металлургия стали» вместе с соавторами (Г. Н. Ойкс, С. Л. Левин, П. В. Умрихин, М. А. Черненко, Д. Я. Поволоцкий, В. И. Баптизманский, Е. В. Абросимов, В. И. Явойский)[2].
- Заслуженный деятель науки и техники Украины.

## Память

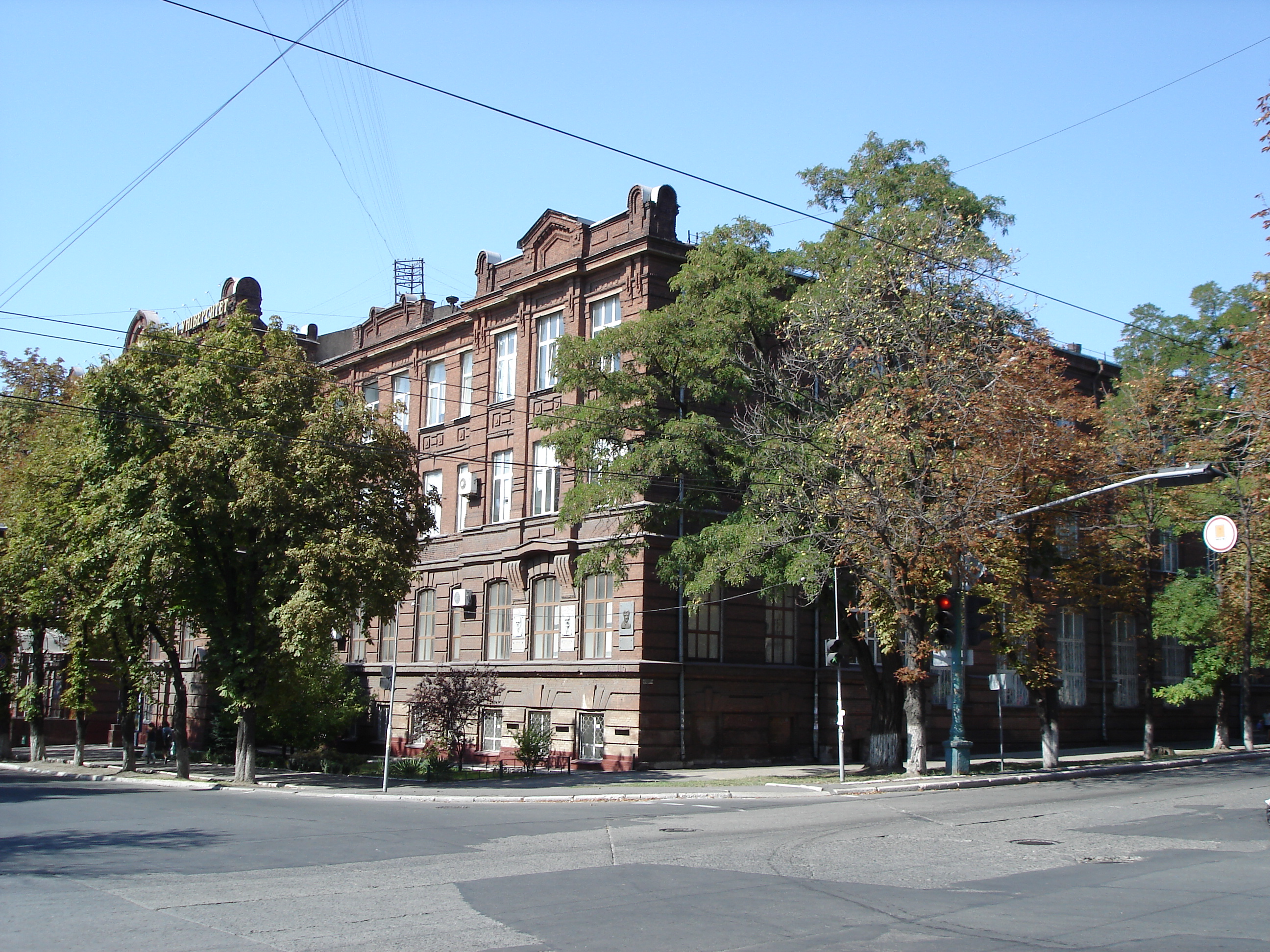
Корпус, в котором работал Меджибожский. Доска в его память — средняя из трёх

В 2009 году на здании первого корпуса Приазовского государственного технического университета в память о профессоре Меджибожском была установлена мемориальная доска.